# Gustav Wieser
Gustav „Guggi“ Wieser (* 24. Juni 1898; † 1960) war ein österreichischer Fußballspieler auf der Position eines Stürmers und erfolgreicher Trainer in Deutschland und Polen. 

## Karriere
Gustav Wieser begann seine Karriere 1915 bei Rapid Wien, der damals besten Adresse im österreichischen Fußball. Bereits in seiner ersten Saison konnte er mit fünf Treffern im  Freundschaftsspiel gegen den DFC Prag auf seine Stürmerqualitäten aufmerksam machen. Mit den Hütteldorfern wurde er bis 1921 fünf Mal österreichischer Meister und gewann zudem die beiden ersten österreichischen Cupwettbewerbe.
Als Spieler der Grün-Weißen feierte er am 7. Mai 1916, beim 3:1-Sieg über den Erzrivalen Ungarn, sein Debüt in der österreichischen Nationalmannschaft und brachte es bis zu seinem Engagement in Deutschland, während er nicht für die Nationalmannschaft berücksichtigt wurde, auf neun Einsätze. Nach den Erfolgen bei Rapid ging Gustav Wieser 1921 zu den Würzburger Kickers, kehrte aber bereits 1923 wieder nach Wien zurück und spielte nunmehr für Rapids großen Bezirksrivalen, den Wiener Amateur SV.
Bei den noch titellosen Veilchen konnte sich der treffsichere Stürmer schnell einleben und gewann mit seiner Mannschaft bereits 1924 die Meisterschaft, ein Jahr darauf den Cup und 1926 sogar das Double. In diesen drei Saisonen kürte sich Gustav Wieser jeweils zum österreichischen Torschützenkönig und feierte auch sein Comeback in der Nationalmannschaft. Als Spieler der Wiener Amateure stand Guggi Wieser bis 1926 in insgesamt 18 Länderspielen im Einsatz, wobei er eines seiner besten Matches beim 4:0-Sieg über Italien in Genua zeigte, wobei er zu diesem Triumph auch noch selbst zwei Tore beisteuerte. Sein letztes Spiel im Nationaldress absolvierte er 1926 beim 4:1-Sieg gegen Frankreich.
Nach seiner aktiven Karriere als Fußballspieler war Gustav Wieser als Trainer tätig.  1927 betreute er die Mannschaft von Eintracht Frankfurt, wobei er sich, was für die damalige Zeit noch ungewöhnlich war, von einem Konditionstrainer und einem Mediziner unterstützen ließ. Am 19. Juni 1928 übernahm der Österreicher das Traineramt beim FC Schalke 04 und führte die Westfalen 1929 zum ersten Titelgewinn eines Westdeutschen Meisters. Nach seiner Tätigkeit in Deutschland ging Gustav Wieser zunächst in die Tschechoslowakei, wo er nochmals als aktiver Spieler beim Teplitzer FK tätig war und dann nach Polen, wo er von Oktober 1933 bis September 1934 die Mannschaft von Legia Warschau trainierte. Nach diesem Intermezzo in der polnischen Hauptstadt zog es ihn für die nächsten zwei Jahre in den Süden des Landes nach Chorzów, wo ihm mit Ruch Chorzów den Jahren 1934 und 1935 der Gewinn der polnischen Meisterschaft gelang. Danach war er als Trainer in Luxemburg tätig.
Nach 1945 zurück in Deutschland, trainierte Wieser u. a. Bremerhaven 93. Sein Engagement endete dort im Frühjahr 1950, als seiner Mannschaft nach einer Niederlage in Göttingen Bestechlichkeit vorgeworfen wurde. Er selbst, von seinen Spielern „Opa“ genannt, war offenbar nicht eingeweiht, distanzierte sich öffentlich von den Vorgängen und gab sein Traineramt auf.

## Erfolge
als Spieler:
- 7 × Österreichischer Meister: 1916, 1917, 1919, 1920, 1921, 1924, 1926
- 5 × Österreichischer Pokalsieger: 1919, 1920, 1924, 1925, 1926
- 3 × Österreichischer Torschützenkönig:  1924, 1925, 1926

- 27 Länderspiele und 12 Tore für die österreichische Fußballnationalmannschaft von 1916 bis 1926

als Trainer:
- 2 × Polnischer Meister: 1934, 1935